# 이선기
이선기(1965년 2월 10일~)는 대한민국의 다이빙 선수로, 1988년 하계 올림픽에 참가했다.